# Jisp

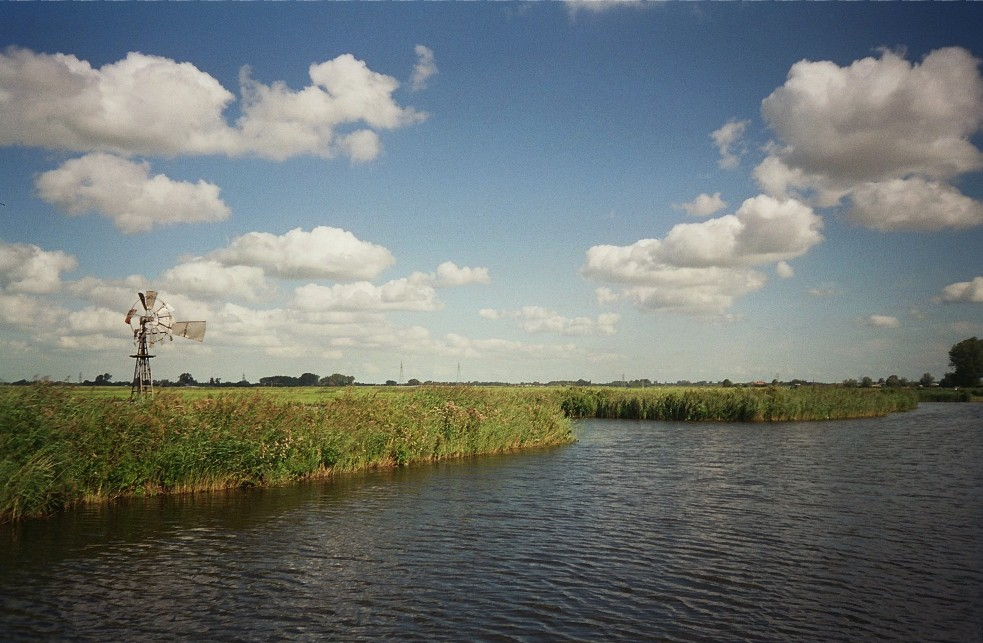
Naturgebiet Wormer- en Jisperveld

Jisp ist ein Ortsteil der Gemeinde Wormerland in der niederländischen Provinz Noord-Holland.

## Geografie
Das Dorf liegt drei Kilometer nordöstlich von Wormer und acht Kilometer westlich von Purmerend in einem typischen Marschland auf dem Polder Wormer Jisp en Nek. Der weitaus größte Teil der Gemarkung ist unbewohnt und gehört zum 1475 Hektar großen Natura-2000-Gebiet Wormer- en Jisperveld & Kalverpolder, welches die bewohnte Ortslage nahezu vollständig umfasst.
Zum Dorf gehört schon immer die Siedlung Spijkerboor, die sich etwa vier Kilometer nordnordwestlich vom Ort entfernt befindet.

## Geschichte
In alten Dokumenten finden sich die ersten Nachweise für eine Besiedlung des Gebietes für das Jahr 956. Das heutige Dorf entstand vermutlich im 11. Jahrhundert an einem Torfflüsschen mit gleichem Namen, dessen Schreibweise damals auch in verschiedensten Varianten wie beispielsweise Gispe oder Gyspe verzeichnet wurde.
Lange Zeit war das Dorf eigenständig, ausgenommen zwischen 1518 und 1611, als es mit Wormer zusammengelegt war. Bis 1990 noch selbständige Gemeinde, ging sie im folgenden Jahr zusammen mit den Gemeinden Wormer und Wijdewormer im neu gegründeten Wormerland auf.